# Силхет
Силхет (на бенгалски: সিলেট বিভাগ) е една от 7-те области на Бангладеш. Населението ѝ е 11 291 000 жители (по изчисления от март 2016 г.), а площта 12 595,95 кв. км. Намира се в часова зона UTC+6 в източната част на страната. Административен център е град Силхет. Областта е наименувана на своя административен център. Развито е производството на чай.